# Stèle de Croas ar Peulven
La stèle de Croas ar Peulven, dite aussi borne milliaire de Quillidien, est une stèle de l'Âge du fer remployée, mais sans certitude, en borne milliaire à l'époque romaine, et située à Plouigneau, en Bretagne.

## Localisation
La stèle est située sur la commune de Plouigneau, dans le Finistère, en Bretagne.
Elle a été trouvée aux abords du hameau de Croas ar Peulven (anciennement nommé Kras ar Peulven, selon Pierre Merlat), à plus de cinq cents mètres au sud du lieu-dit Quillidien (ferme où elle est parfois localisée), et à environ deux cents mètres au nord-ouest du lieu-dit Keranfors (où Louis Pape la localise, tout comme une autre stèle).
Il semble que le fait que Croas ar Peulven ait été perçu comme situé sur le territoire (privé ou administratif) des deux derniers lieux-dits cités a causé une relative variation dans l'appellation de la stèle. La frontière avec la ferme Quillidien, conséquence de la construction de la voie rapide à quelques dizaines de mètres au nord de la pierre, voire le remembrement, y sont peut-être aussi pour quelque chose.
Longtemps couchée dans un fossé, partiellement engagée dans un talus sur le bord Est du chemin menant alors à Quillidien (coupé depuis par la nouvelle route nationale), elle a été redressée en 1981 et scellée dans un grand socle rectangulaire au niveau du sol.
Louis Pape fait l'hypothèse que la pierre a été déplacée au cours des âges.

## Historique
La pierre a été signalée pour la première fois dans les années 1950, par Pierre Merlat et Louis Pape, dans le cadre d'un recensement des bornes itinéraires romaines du territoire de la cité des Osismes.

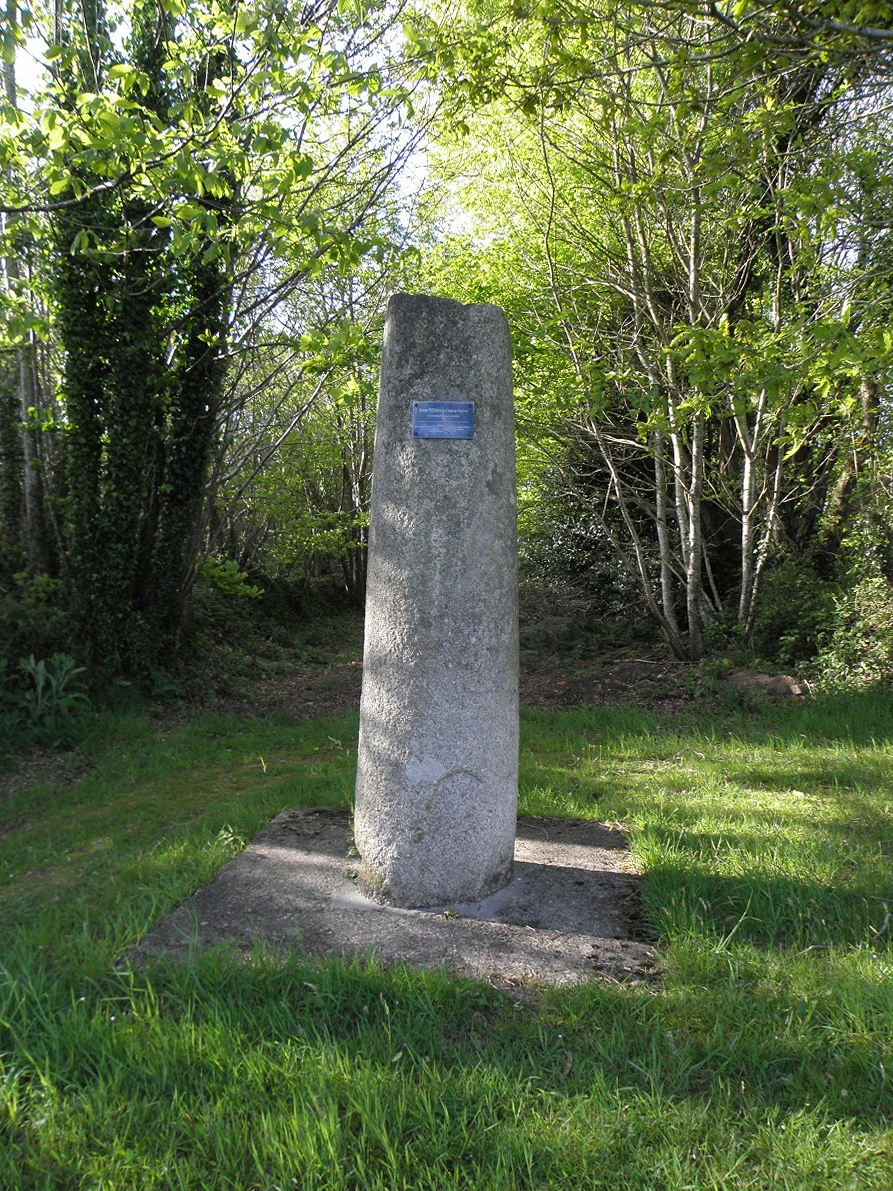
La stèle de Croas ar Peulven

## Description
La pierre, cylindrique, grossièrement tronconique, est haute de 2,91 m, d'un diamètre d'au moins 0,5 m, et fait environ 2 900 kg. Elle serait taillée dans un granite du Ponthou.
Une incision rectangulaire est visible sur son flanc nord-ouest.
Bien que mentionnée à tort dans certains recueils de textes épigraphiques comme le CIL, la pierre est anépigraphe, sans inscription lisible attestant une fonction particulière.

## Chronologie

### La stèle protohistorique
En se basant sur sa forme et son façonnage, il semble admis par Michelle Le Brozec et Marie-Yvanne Daire (1998) que cette pierre a été dressée lors du second âge du fer (du Ve au Ier siècle av. J.-C.), d'où son appellation ancienne de « stèle gauloise » (la distinguant du mégalithisme néolithique, plus ancien, et des menhirs,).
En général peu documentés, surtout pour ceux n'ayant aucune décoration, ces monuments sont parfois associés au domaine funéraire. Ils n'ont pas la forme irrégulière des mégalithes et ont été l'objet d'un travail de sculpture, avec débitage, taille et parfois polissage de la surface. On remarque souvent que la partie inférieure, appelée embase, destinée à être sous terre, est brute de taille.

### Une colonne itinéraire?
Du fait de sa proximité avec deux ou trois routes antiques qui semblent attestées, on suppose couramment que la stèle ait pu être réutilisée à l'époque romaine comme borne milliaire.
Ainsi en 1957, Pierre Merlat faisait l'hypothèse qu'elle puisse se trouver sur la voie romaine reliant Morlaix à Yffiniac (à l'est de Saint-Brieuc), puis à Corseul. Cette voie antique, attestée par de nombreux vestiges archéologiques, suivrait le tracé de l'ancienne route nationale, aujourd'hui route départementale 712, longeant le nord du bourg de Plouigneau dans un axe légèrement Est-Sud-Est pour passer à 400 m au sud de la pierre.
Pour sa part, tout en restant prudent sur son appellation et sur sa fonction routière, la Carte archéologique de la Gaule envisage aussi de l'associer à une voie (très ?) secondaire, allant de Carhaix à la région du Plestin-les-Grèves. On peut suivre cette voie au sud, en allant vers les lieux-dits Tachennic et Pen ar Park Hir, puis son tracé se confond avec la route départementale 37.
Dans le même sens, on signale aussi que des fragments de tegulae, des morceaux de briques longeant les voies romaines, ont été observés aux lieux-dits Prat Allan (voie Morlaix-Corseul) et Langonaval (voie Morlaix-Plestin) par Louis Le Guennec, au début du XXe siècle,.
On notera toutefois que, parmi toutes ces voies, seule celle de Morlaix à Plestin-les-Grèves est reprise dans la Carte du réseau routier et des agglomérations principales et secondaires dans le Finistère du volume sur la Carte archéologique de la Gaule.

### La base d'une croix?
Certains notent que la pierre a peut-être été christianisée dans le passé et que, couchée à terre, elle aurait formé le socle d'une croix. Effectivement, une incision rectangulaire pouvant en être la trace est encore visible sur son flanc. Cette hypothèse n'est cependant pas reprise par la Carte archéologique de la Gaule.

## Protection
La pierre a été inscrite au titre des monuments historiques, le 23 janvier 1956, comme « borne milliaire », puis redressée et posée sur un socle en 1981, lors de l'établissement de la voie rapide.